# Mariena Hayden
Mariena Jean Hayden (Faribault, 29 giugno 1998) è una pallavolista statunitense, schiacciatrice della LOVB Madison.

## Carriera

### Club
La carriera di Mariena Hayden inizia nei tornei scolastici del Minnesota, ai quali partecipa con la Belle Plaine HS. Dopo il diploma approda nella lega universitaria NCAA Division I con la UN Las Vegas: gioca per le Rebels dal 2017 al 2021, conquistando nell'ultimo anno il National Invitational Volleyball Championship, dove viene premiata come Most Outstanding Player.
Nel gennaio 2022 firma il suo primo contratto professionistico in Francia, dove con il Béziers disputa la seconda parte della Ligue A. Nel campionato 2022-23 approda invece in Volley League con il Thetis, dove trascorre un biennio, dopo il quale viene ingaggiata dalla LOVB Madison per la League One Volleyball 2025.

## Palmarès

### Club
- NIVC: 1

2021

### Premi individuali
- 2018 - NIVC: All-Tournament Team
- 2021 - NIVC: Most Outstanding Player